# Alberto Ghirardi
Alberto Ghirardi (Alessandria, 8 maggio 1921 – Grondona, 5 dicembre 1987) è stato un ciclista su strada italiano, professionista dal 1948 al 954. L'unico successo che colse in carriera fu la vittoria della Milano-Modena nel 1948; tuttavia è degno di nota qualche piazzamento di rilievo, come il terzo posto nell'undicesima tappa del Giro d'Italia 1950, sul traguardo di Ferrara.

## Palmarès
- 1948 (Benotto, una vittoria)

Milano-Modena

## Piazzamenti

### Grandi giri
- Giro d'Italia

1949: ritirato
1950: 43º
1952: 56º
1954: ritirato
- Tour de France

1950: non partito (12ª tappa)

### Classiche monumento
- Milano-Sanremo

1950: 85º
1951: 75º
1952: 102º
1954: 82º
- Giro di Lombardia

1953: 34º